# Українське товариство Університету Валенсії
Українське товариство Університету Валенсії (офіційно, вален. Col·lectiu d'estudiants de la Universitat de València «Acció UV-Ucraïna» ["Дія У. В.-Україна"]; також значиться укр. як Українсько-іспанське студентське наукове товариство Університету Валенсії) — студентська наукова організація при Університеті Валенсії, яка просуває українсько-іспанський культурно-освітній простір. Перший українознавчий осередок в Іспанії.

## Історія
На хвилі подій Євромайдану, окремі студенти українського походження стали залучатися професорами університету до аналізу ситуації довкола України.
З іншого боку, восени 2014 року, при Службі мовної політики Університету Валенсії започатковано курси з основ української мови та культури для членів університетської спільноти. За умовами наявної в цьому закладі програми просування плюрилінгвізму, лектором таких курсів міг бути студент університету, носій відповідної мови та який володіє компетенціями для проведення занять валенсійською мовою. Ним став Андрій Якубув. Програма курсів отримала схвальний відгук голови Товариства «Україна-Світ» Івана Драча. За п'ять років відповідної можливості було проведено 11 випусків таких курсів, в середньому по 30 годин кожен.
У жовті 2014 року студентську ініціативу створення українознавчого осередку в Університеті Валенсії підтримав Генеральний консул України в Барелоні Олександр Хрипунов, звернувшись до керівництва цього університету також з приводу виділення товариству приміщення.
Реєстрація організації при Університеті Валенсії відбулася за резолюцією уповноваженого ректора 21 січня 2015 року. Більшість першого складу товариства не були українцями; власне, до 25-річчя Незалежності України, п'ятеро іспанців отримали подяки від Посла Сергія Погорельцева та Т.в.о. Генконсула Світлани Крамаренко.
Зважаючи на налагодження роботи товариства, що відзначало Посольство України в Іспанії, та підтримку з боку університету, в 2016 році, Генконсул Оксана Драмарецька вручила ректору Університету Валенсії Е.Морсільйо Подяку Міністерства Освіти і Науки України.
Відтак представники товариства демонстрували свої напрацювання у 2016 році в Римі — Послу України при Святому Престолі Тетяні Іжевській, а в 2017 році в Нью-Йорку — Постійному Представнику України при ООН Володимиру Єльченку. У різні моменти, з роботами товариства знайомилися Міністр культури Євген Нищук та Міністр інформаційної політики Юрій Стець.
У 2018 році, в рамках свого візиту до Університету Валенсії, приміщення товариства відвідав Спеціальний представник Генерального секретаря Ради Європи в справах України Режі Брійя.
У 2020 році, товариство стало асоційованим членом Світового конгресу українських молодіжних організацій.
Товариство взаємодіє з Асоціацією іспаністів України, співпрацює з призначеним у 2022 році Почесним консулом України у Валенсійському співтоваристві Пабло Хілем.

## Діяльність
Товариство покликане, на громадських засадах, проводити інформаційно-роз’яснювальну роботу серед студентської та наукової спільноти, популяризувати історичну та культурно-мистецьку спадщину України, її науковий потенціал, налагоджувати інституційні та міжуніверситетські зав’язки, протидіяти російській пропаганді.
Університет Валенсії надає фінансову підтримку товариству за проектним принципом.

### Перший етап (до 2020 року)
Під час навчання на бакалавраті та магістратурі, товариство очолював Андрій Якубув — співзасновник організації. За його безпосередньої участі реалізовано всі соціо-культурні та наукові ініціативи цього періоду.
Провідними діячами товариства також були студенти Л.М.Санчо-Перес, С.Ґарсія-Контей та Ф.Карбоней-Местре — співзасновники організації, серед інших.

Активно підтримували діяльність товариства професори Юридичного факультету Карлос Флорес, Хуан Ромеро, Пілар Позо та Ремедіо Санчес; тодішній Почесний консул України у Валенсії Луїс-Міґель Ромеро-Вільяфранка. 

#### Видання
- Книга «Іван Франко. Українське перо іспанських класиків» (2015), присвячена іспанізму Великого Каменяра[7], що згодом стала основою для ініціативи спорудження пам’ятника Іванові Франку в Іспанії[8].
- Книга «Призначення Сан-Франциско 1945: Україна – держава-засновник ООН» (2015), видана на основі архівних матеріалів делегації УРСР на конференції заснування Організації Об’єднаних Націй. Перевидана в 2017 році, коштом МЗС України, з передмовою Володимира Єльченка[9].
- Книга «Коли Україна втратила зерно та життя», приурочена до річниці Голодомору (2016)[10][11].
- Промо-матеріали до 160-ї річниці Івана Франка.

#### Заходи
- Показ д/ф «Зима у вогні: Боротьба України за свободу» (2015).
- Підняття тематики Голодомору показом фільму «Голод-33» та обговоренням високого рівня (2015)[12][13], що стало основою для наступних заходів, які привели до визнання геноциду парламентом Валенсійської автономії[14].
- Відкриття стенда з україномовними матеріалами в Центрі самовивчення іноземних мов Університету Валенсії (2016).
- Форум університетських студій ім. доктора Юрія Дрогобича (2016)[15].
- Реалізація у співпраці з МІОК відеопроекту «Іван Франко про Іспанію» (2016)[16].
- Відкриття барельєфу Мігеля де Сервантеса в Державному історико-культурному заповіднику «Нагуєвичі» (2016)[17][18].
- Презентація української музичної творчості для учасників програм Служби мовної політики університету квартетом «Аккорд» (2016).
- Інформаційно-тематичний захід до 30-х роковий Чорнобильської катастрофи (2016)
- Семінари експертів Фонду «Демократичні ініціативи» на чолі з Іриною Бекешкіною (2017)[19].
- Згадка 35-річчя побратимства міст Валенсія та Одеса (2017)[18].
- Творчий захід Сергія Жадана (2018)[20][21].
- Презентація Людмили Серебреникової про зародження українського кіно (2018)[22][23].
- Семінар Марії Золкіни про реінтеграцію тимчасово окупованих територій України (2019).

#### Співпраця
У 2015 році, керівництво товариства супроводжувало підписання рамкової угоди про співпрацю між Інститутом Міжнародних Відносин КНУ ім. Тараса Шевченка та Університетом Валенсії.
Як результат організації обмінів, у 2018 та 2019 роках, на чолі з професорами Михайлом Микієвичем та Пілар Позо, в 2021 році запроваджено можливість подвійної докторської програми за спеціалізаціями міжнародне право та права людини між Львівським національним університетом ім. Івана Франка та Університетом Валенсії.

### Другий етап (після 2020 року)
Впродовж навчання на магістратурі, товариство представляв Володимир Цілюк — випусник Чернівецького національного університету ім. Юрія Федьковича, який долучився до товариства під час попереднього перебування в Університеті Валенсії, на бакалавраті, за програмою Еразмус+. 25 лютого 2022 року, на зустрічі з президентом Валенсійської автономії з приводу російського вторгнення, товариство представляла Тетяна Ніжеловська.